# Gorgen (Möklinta socken, Västmanland)
Gorgen är en sjö i Sala kommun i Västmanland och ingår i Dalälvens huvudavrinningsområde.